# Hoạt động của CIA tại Việt Nam
Cơ quan Tình báo Trung ương Hoa Kỳ đã có các hoạt động tình báo tại Việt Nam từ những năm 1950 đến cuối những năm 1960, trước và trong Chiến tranh Việt Nam. Sau Hội nghị Genève năm 1954, miền Bắc Việt Nam do các lực lượng cộng sản kiểm soát dưới sự lãnh đạo của Hồ Chí Minh. Miền Nam Việt Nam, với sự hỗ trợ của Hoa Kỳ, theo chủ nghĩa chống cộng. Hoa Kỳ tiếp tục viện trợ kinh tế và quân sự cho miền Nam Việt Nam cho đến những năm 1970. CIA đã tham gia vào cả khía cạnh chính trị và quân sự trong các cuộc chiến tranh ở Đông Dương. CIA đã đưa ra các gợi ý về các nền tảng chính trị, ủng hộ các ứng cử viên, sử dụng các nguồn lực của mình để bác bỏ các cáo buộc gian lận bầu cử, thao túng việc Quốc hội Việt Nam Cộng Hòa chứng nhận kết quả bầu cử và thiết lập Chiến dịch Phượng hoàng. CIA làm việc đặc biệt chặt chẽ với các dân tộc thiểu số Thượng, Hmong và Khmer. Có 174 Văn bản Dự toán Tình báo Quốc gia (National Intelligence Estimates) liên quan đến Việt Nam, do CIA phối hợp với cộng đồng tình báo Hoa Kỳ.